# Angistri
Angistri o Agistri (in greco Αγκίστρι?) è un'isola della Grecia situata nel Golfo Saronico, tra Egina e il Peloponneso, parte dell’arcipelago delle isole Saroniche. Dal punto di vista amministrativo è un comune della regione dell'Attica (unità periferica delle Isole) con 1142 abitanti secondo i dati del censimento 2011

## Spiagge
• Skala: è la spiaggia principale, che sorge su una punta sabbiosa in corrispondenza dell'omonimo insediamento. Skala è il luogo dove sorge la maggior parte degli alberghi e delle strutture ricettive, costituisce il punto di arrivo della principale linea di collegamento con Pireo e Egina. La porzione più vicina al paese offre la possibilità di affittare lettini e ombrelloni, l'acqua è limpida, esposta al sole del tramonto, poco profonda; il fondo, oltre alla sabbia, è occupato da estese praterie di Posidonia, in alcuni punti sono state notati anche esemplari di Pinna, oltre agli onnipresenti Ricci marini.

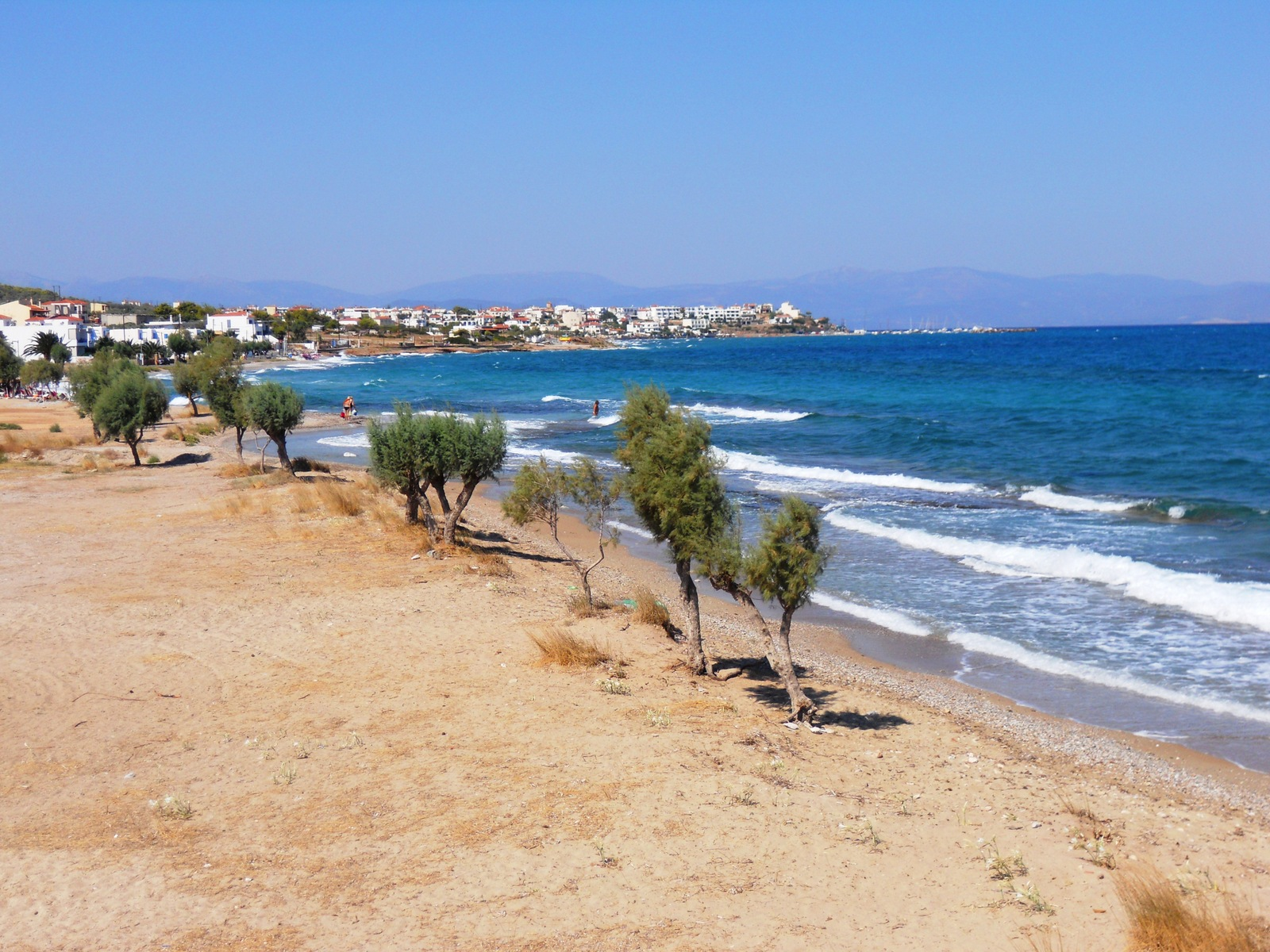
La spiaggia tra Skala e Megalocori (sullo sfondo)

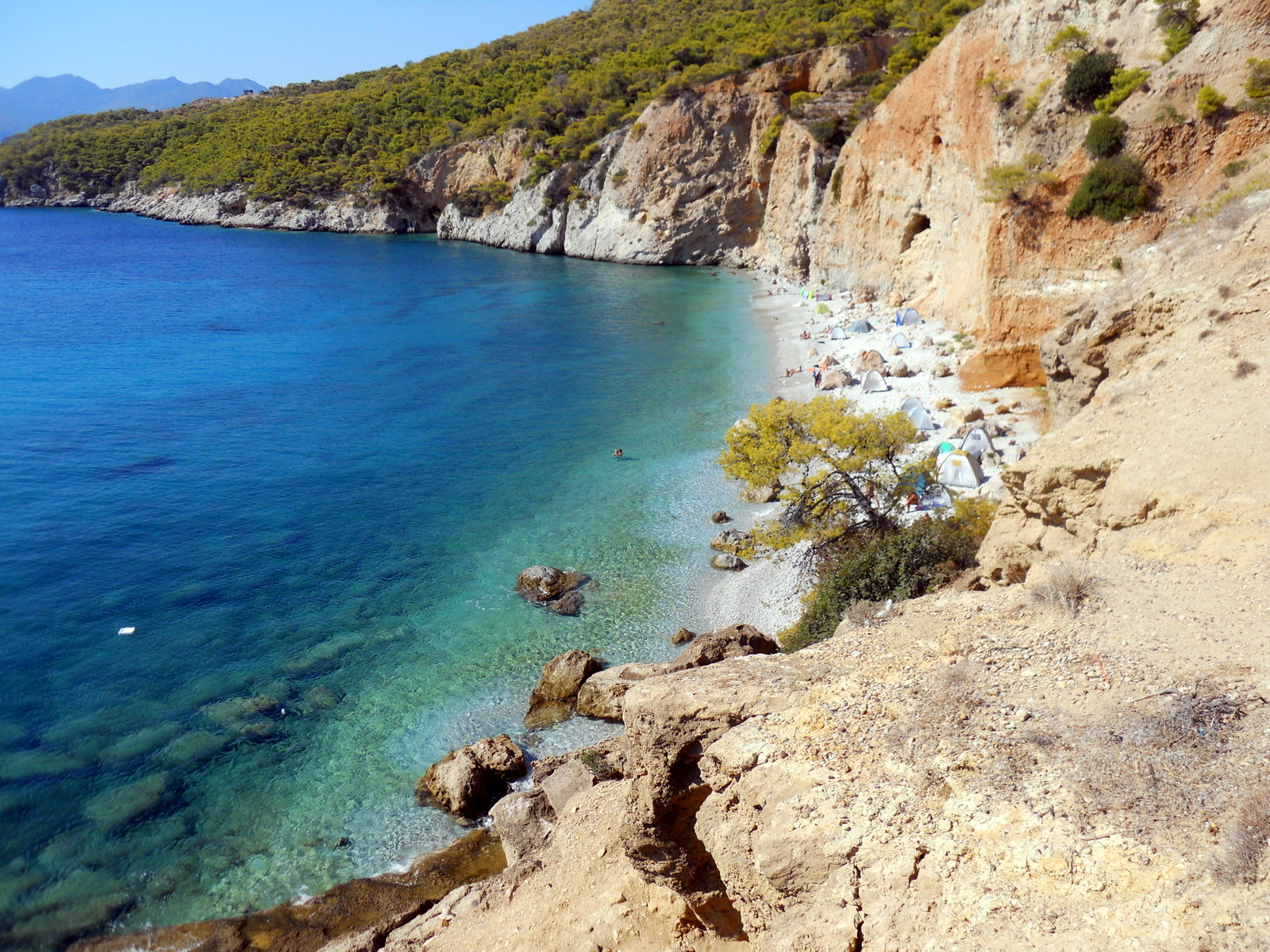
Halikiada

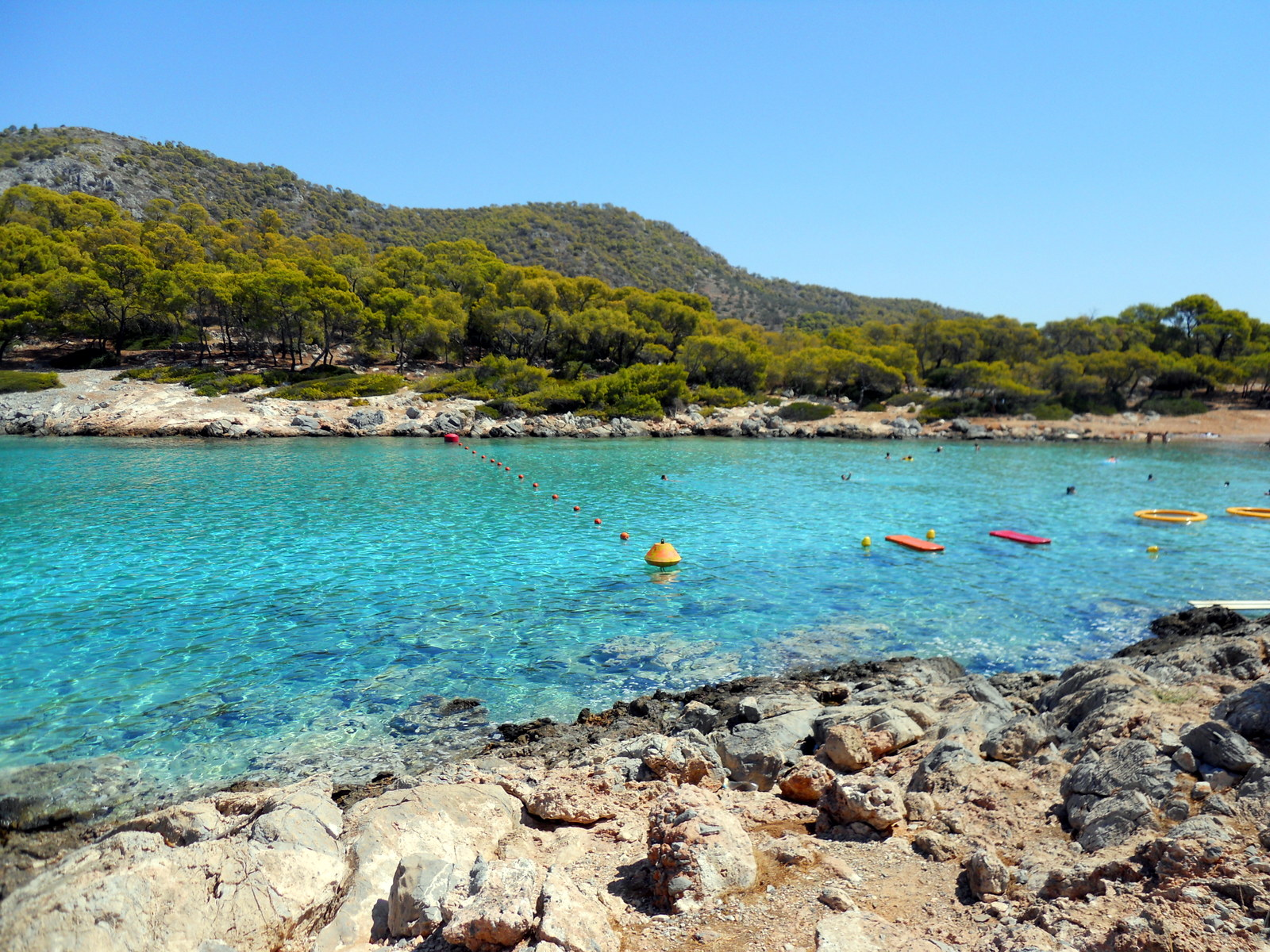
La baia di Apònissos

• Megalocori: ha una piccola spiaggia, a fianco del porto; ma in realtà la costa nord di Angistri, tra Megalocori e Skala presenta una spiaggia senza soluzione di continuità, a volte più sabbiosa e a volte meno accogliente e più ciottolosa, molto frequentata dai pesacatori di polpi. Verso Skala, la spiaggia è attrezzata con ombrelloni e lettini. Il fondo è roccioso, abbastanza regolare. 
• Sklirì: una piccolissima spiaggia, appena a est dell'abitato di Skala, raggiungibile con una ripida scalinata dal sentiero che porta verso Halikiada. Sklirì offre spazio per non più di una ventina di persona, ma è molto riparata. Esposta a Nord-est e quindi ombreggiata già nel pomeriggio.
• Halikiada: un paio di chilometri a est di Skala, collegata con un sentiero a volte a picco sul mare, si trova la spiaggia di Halikiada. Forse potenzialmente la spiaggia più bella di Angistri, protetta da una scogliera a picco che la rende difficile da 
raggiungere, presenta un fondo di piccoli ciottoli, ma (purtroppo) è tradizionalmente invasa da un campeggio informale che la affolla in modo tale da renderla praticamente di difficile utilizzazione da parte di altri bagnanti.
• Dragonera: vasta spiaggia di ghiaia, con un fondale poco interessante di sola sabbia. Alla spalle ha una bella pineta fino quasi alla riva del mare, sono disponibili un piccolo servizio di ristoro e lettini con ombrelloni. Raggiungibile con l'autobus varie volte al giorno, che però si ferma sulla strada principale, a 500 metri di distanza dal mare.
• Apònissos: all'estremo opposto dell'isola, servito da alcune corse di autobus che in circa 20 minuti attraversano l'isola collegando tutti i 4 centri abitati. Decisamente la spiaggia più caratteristica e interessante, anche se non è dotata di una vera e propria superficie sabbiosa. Si presenta come un'enorme piscina rettangolare con fondale trasparente su sabbia chiara. Geograficamente, si tratta di un'isoletta separata dall'isola principale da un braccio di mare di pochi metri, scavalcato da una passerella permanente. Sul posti sono disponibili lettini, ombrelloni e kayak in affitto. Poco distante da Apònissos, si trova l'isola disabitata di Dorousa, con fondali profondi, un rudimentale approdo e una cappella in vetta.

## Collegamenti
L'isola ha due approdi principali serviti dalla Hellenic seaways: Skala, dove è possibile il traffico dei veicoli, e Milos, dove attracca l'aliscafo che trasporta solo passeggeri a piedi.